# Domenico Gabrielli
Domenico Gabrielli (Gabrieli), zwany Menichino dal Violoncello (w dialekcie bolońskim Minghen dal Viulunzel) (ur. 15 kwietnia 1651 w Bolonii, zm. 10 lipca 1690 tamże) – włoski kompozytor i wiolonczelista.

## Życiorys
Uczył się u Petronio Franceschiniego w Bolonii (wiolonczela) i Giovanniego Legrenziego w Wenecji (kompozycja). Od 1676 roku członek bolońskiej Accademia Filarmonica, w 1683 roku został wybrany jej przewodniczącym. Od 1680 roku do śmierci był wiolonczelistą w kapeli bazyliki św. Petroniusza w Bolonii, z przerwą na przełomie 1687/1688 roku, kiedy to nie przedłużono mu kontraktu ze względów dyscyplinarnych (podróżując z koncertami jako solista zaniedbał swoje obowiązki). W czasie przerwy tej przebywał na dworze książąt d’Este w Modenie.

## Twórczość
Zasłynął jako wirtuoz wiolonczeli, jego sonaty na wiolonczelę solo lub wiolonczelę i basso continuo należą do pierwszych znanych kompozycji na ten instrument. Skomponował ponadto sonaty triowe, cieszące się w swoim czasie dużą popularnością sonaty na trąbkę, a także świeckie i religijne utwory wokalne. Od początku lat 80. XVII wieku prowadził też działalność jako twórca operowy, jego opery były wystawiane w Wenecji, Bolonii, Modenie i Turynie.